# Far North District

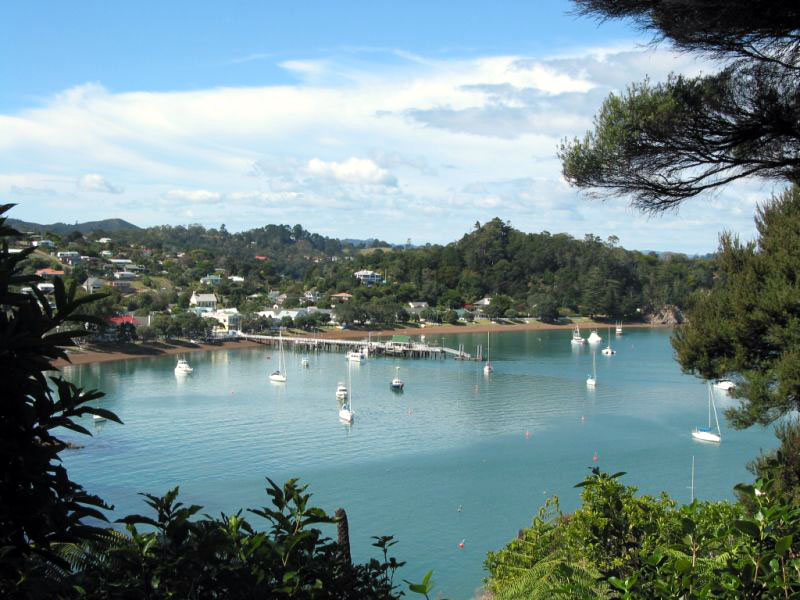
Russell in der Bay of Islands

Der Far North District ist eine zur Region Northland zählende Verwaltungseinheit in Neuseeland. Der Rat des Distrikts, Far North District Council (Distriktrat) genannt, hat seinen Sitz in der Stadt Kaikohe, ebenso wie die Verwaltung des Distrikts.

## Geographie

### Geographische Lage
Der Far North District ist der nördlichste Distrikt in Neuseeland. Er befindet sich an der Nordspitze der Nordinsel und stellt mit 6678 km² reine Landfläche den größten Distrikt in der Region Northland dar. Mit 55.731 im Jahr 2013 gezählten Einwohnern kommt der Distrikt auf eine Bevölkerungsdichte von 8,3 Einwohner pro km².
Der Distrikt ist im Westen von der Tasmansee und im Norden sowie Osten von dem Pazifischen Ozean umgeben. Im Süden grenzt westlich der Kaipara District und östlich der Whangarei District an.
Der Far North District besitzt eine 2347 km lange Küste. Während die Westküste mit dem Ninety Mile Beach und der Küste weiter südlich zumeist sehr gradlinig verläuft, ist die Ostküste stark zerklüftet und verfügt über zahlreiche Buchten, von denen die Doubtless Bay, die Rangaunu Bay, die Takou Bay und die Bay of Islands die größten darstellen, und Naturhäfen, von denen der Pārengarenga Harbour, der Rangaunu Harbour und Whangaroa Harbour ebenfalls die größten sind. An der Nordspitze des Distrikts bestimmen drei Kaps die Küstenlandschaft, das Cape Maria van Diemen, das Cape Reinga / Te Rerenga Wairua und das North Cape.
In der Nähe des Punktes, an dem sich der Far North District, der Kaipara District und der Whangarei District treffen, befindet sich mit dem Waipoua Forest eines der größten noch vorhandenen Kauri-Waldgebiete des Landes.
Die drei größten Städte des Distrikts sind Kerikeri mit 6507 Einwohnern, Kaitaia mit 4887 Einwohnern und Kaikohe mit 3915 Einwohnern (Stand 2013).

### Klima
Das Klima im Distrikt wird von der Tasmansee und dem Pazifischen Ozean bestimmt und wird als suptropisch bezeichnet. Die durchschnittlichen typischen Tagestemperaturen liegen zwischen 22 °C und 26 °C im Sommer und zwischen 12 °C und 17 °C im Winter. Temperaturen von 28 °C werden häufiger erreicht, 30 °C dagegen seltener. Die durchschnittliche Sonnenscheindauer liegt bei rund 2100 Stunden pro Jahr.

## Geschichte
Der Far North District hat die längste Geschichte in Bezug auf die Besiedlung durch die Māori und die Europäer. Der Legende der Māori entsprechend sollen die ihre polynesischen Vorfahren vor über 1000 Jahren Neuseeland in Bereich des heutigen Far North District entdeckt und gesiedelt haben. Von dem Mātaatua Waka, des Waka des Anführers Puhi wird berichtet, dass er Tākou Bay an der Ostküste gelandet sein soll. Auch der Hokianga Harbour war Zentrum der Besiedlung durch die Māori.
Später, zu Beginn des 19. Jahrhunderts siedelten Europäer in der Bay of Islands, in der der Ort Russel anfänglich große Bedeutung erlangte. Nicht weit von ihm entfernt wurde 1840 in Waitangi der Vertrag von Waitangi zwischen den Anführern der Māori-Stämme und den europäischen Einwandern geschlossen. Der Ort gilt seitdem als die Geburtsstädte der neuseeländischen Nation.

## Bevölkerung

### Bevölkerungsentwicklung
Von den 55.731 Einwohnern des Distrikts waren 2013 22.110 Einwohner Māori-stämmig (39,7 %). Damit lebten 3,7 % der Māori-Bevölkerung des Landes in dem Far North District. Das durchschnittliche Einkommen in der Bevölkerung lag 2013 bei 21.500 NZ$ gegenüber 28.500 NZ$ im Landesdurchschnitt.

### Herkunft und Sprachen
Die Frage nach der Zugehörigkeit einer ethnischen Gruppe beantworteten in der Volkszählung 2013 66,4 % mit Europäer zu sein, 44,5 % gaben an Māori-Wurzeln zu haben, 3,8 % kamen von den Inseln des pazifischen Raums und 2,2 % stammten aus Asien (Mehrfachnennungen waren möglich). 15,3 % der Bevölkerung gab an in Übersee geboren zu sein und 15,1 % der Bevölkerung sprachen Māori, unter den Māori 32,1 %.

## Politik

### Verwaltung
Der Far North District ist selbst noch einmal in drei Wards eingeteilt, im Norden der Te Hiku Ward, im Westen der Kaikohe-Hokianga Ward und im Osten der Bay of Islands-Whangaroa Ward und in zwölf weiteren Subdivisions bezogen auf den gesamten Distrikt.
Der Distrikt wird politisch von dem Far North District Council, dem ein Mayor (Bürgermeister) und neun Councillors (Ratsmitgliedern) vorstehen, geleitet. Die neun Councillors vertreten in aufgeteilter Verantwortung die drei Wards. Der Bürgermeister und die Ratsmitglieder werden alle drei Jahre neu gewählt.

### Städtepartnerschaften
Der Far North District unterhält drei Städtepartnerschaften mit Städte bzw. Provinzen anderer Länder:
- Duncan City, Kanada, seit 1989
- Yuasa, Präfektur Wakayama, Japan, seit 1993
- Liaoning Provinz, China, seit 2000

## Wirtschaft
Der Distrikt zählte im Jahr 2015 7374 Unternehmen mit insgesamt 21.795 Beschäftigten. Die dominierenden Wirtschaftszweige neben dem Tourismus waren 2015 mit 15 % Anteil die Land-, Forstwirtschaft und Fischerei und mit 10,8 % Anteil der Immobiliensektor, gefolgt von 8,6 % der Wohnungsvermietung, 7,5 % des produzierenden Gewerbes und 7,5 % des Gesundheitssektors.

## Infrastruktur

### Verkehr
Verkehrstechnisch angebunden ist der Distrikt durch die New Zealand State Highways 1, 10 und 12, wobei der State Highway 1 von Süd nach Nord verlaufend quer durch den Distrikt führt und auf der Aupōuri Peninsula durch den State Highway 1F zur Nordspitze seine Verlängerung erfährt.